# Guaranteed Rate Field
Guaranteed Rate Field – baseballowy stadion znajdujący się w Chicago w stanie Illinois przy 333 West 35th Street mogący pomieścić 40615 widzów. Wybudowany w 1991 roku jako pierwszy nowy obiekt sportowy w Chicago po 1929 roku. W chwili oddania do użytku nosił nazwę Comiskey Park i mógł pomieścić 44321 widzów. W trakcie różnych modernizacji jego pojemność zmieniała się. W 2003 roku mógł pomieścić 47098 widzów. Na stadionie swoje mecze rozgrywa profesjonalny zespół Major League Baseball Chicago White Sox.
W latach 2003–2016 stadion nosił nazwę U.S. Cellular Field.